# کازابلانکا ۴۲۷۷۶
سیارک ۴۲۷۷۶ (به انگلیسی: 42776 Casablanca، نامگذاری:1998UV26) چهل و دو هزار و هفتصد و هفتاد و ششمین سیارک کشف شده‌است که در ۱۸ اکتبر ۱۹۹۸ کشف شد.